# Società Sportiva Cavese Calcio 1996-1997
Questa voce raccoglie le informazioni riguardanti la Società Sportiva Cavese 1919 nelle competizioni ufficiali della stagione 1996-1997.

## Risultati

### Campionato Nazionale Dilettanti

#### Poule Scudetto
| Arbitro: | Nigro (Torre del Greco) |

|                |           |  |
| Fiore 76’, 90’ | Marcatori |  |

| Arbitro: | Micoli (Tivoli) |

|                                  |           |                       |
| Porchia 65’ Moschella 87’ (rig.) | Marcatori | 44’ Fiore 59’ Falanga |

| Arbitro: | Cruciani (Pesaro) |

|           |           |  |
| Fiore 47’ | Marcatori |  |

| Arbitro: | Benedetto (Messina) |

|                             |           |           |
| Cordelli 3’, 30’ Leotta 58’ | Marcatori | 45’ Fiore |